# Campionati del mondo di mountain bike 2012 - Downhill femminile Elite
La Downhill femminile Elite dei Campionati del mondo di mountain bike 2012 si è svolta il 2 settembre 2012 a Leogang, in Austria. La gara è stata vinta dalla francese Morgane Charre, che ha terminato la gara in 3'50"654.

## Classifica (Top 10)
| Pos. | Corridore       | Squadra       | Tempo    |
| ---- | --------------- | ------------- | -------- |
| 1    | Morgane Charre  | Francia       | 3'50"654 |
| 2    | Emmeline Ragot  | Francia       | a 1"199  |
| 3    | Manon Carpenter | Gran Bretagna | a 1"490  |
| 4    | Floriane Pugin  | Francia       | a 1"617  |
| 5    | Rachel Atherton | Gran Bretagna | a 5"894  |
| 6    | Micayla Gatto   | Canada        | a 9"537  |
| 7    | Casey Brown     | Canada        | a 9"611  |
| 8    | Miriam Ruchti   | Svizzera      | a 12"558 |
| 9    | Claire Buchar   | Canada        | a 13"920 |
| 10   | Tracy Moseley   | Gran Bretagna | a 14"145 |